# Bloc Aragonès
El Bloc Aragonès (BAR), Bloque Aragonés en castellà, és un partit polític aragonesista de centre polític, transversal i regeneracionista. Va ser fundat l'any 2011 i el seu congrés fundacional es va realitzar el primer de desembre de 2012.

## Història
El partit és el resultat de la fusió de l'antic Partit Carlista d'Aragó (PCA) i de militants crítics de Terra Aragonesa, després que les negociacions per desenvolupar la coalició sobiranista Bloque Aragonés - Religada Nazionalista (BA-RN) amb aquests dos partits i Estat Aragonès (EA) no acabessin de fructuar per desavinences internes. Des de la seva fundadació, Ernesto José Pérez (provinent del PCA) ha exercit el càrrec de president mentre que Javier Vecilla Olivera (provinent de TA) n'és el secretari general. Juntament amb Renovació Política, UNIÓ, Accio Nacionalista Valenciana i el Partit Regionalista d'Andalusia Oriental crearen la coalició Projecte Europa per presentar-se a les eleccions europees del 2014, les primeres en les quals es pogué donar a conèixer. Un any després, el 2015, es presentà en solitari a les eleccions municipals i autonòmiques de l'Aragó. A les eleccions generals del 2015 i 2016 decidí presentar-se sota la candidatura Recortes Zero - Grupo Verde.

## Resultats electorals

### Eleccions municipals
| Data | Vots província Saragossa | %    | Regi- dors |
| ---- | ------------------------ | ---- | ---------- |
| 2015 | 552                      | 0,12 | 0          |

1. ↑  A les eleccions municipals del 2015 només presentaren candidatures a la província de Saragossa

### Eleccions autonòmiques
| Data | Vots província Osca | %    | diputats | Vots província Terol | % | Diputats | Vots província Saragossa | %    | Diputats | Vots Aragó | %   | Diputats |
| ---- | ------------------- | ---- | -------- | -------------------- | - | -------- | ------------------------ | ---- | -------- | ---------- | --- | -------- |
| 2015 | 56                  | 0,05 | 0        | -                    | - | -        | 616                      | 0,13 | 0        | 672        | 0,1 | 0        |

1. ↑  BAR no presentà candidatura a Terol

### Eleccions al congrés
| Data | Vots província Osca | %    | diputats | Vots província Terol | %    | Diputats | Vots província Saragossa | %    | Diputats | Vots Aragó | %    | Diputats |
| ---- | ------------------- | ---- | -------- | -------------------- | ---- | -------- | ------------------------ | ---- | -------- | ---------- | ---- | -------- |
| 2015 | 248                 | 0,2  | 0        | 135                  | 0.17 | 0        | 1079                     | 0,20 | 0        | 1.462      | 0,20 | 0        |
| 2016 | 214                 | 0,18 | 0        | 120                  | 0.16 | 0        | 1.163                    | 0,23 | 0        | 1497       | 0,21 | 0        |

1. 1 2  Dins la coalició Recortes Zero - Grupo Verde

### Eleccions europees
| Data | Vots Aragó | %   | Vots Total Espanya | %    | Eurodiputats |
| ---- | ---------- | --- | ------------------ | ---- | ------------ |
| 2014 | 503        | 0,1 | 11.427             | 0.07 | 0            |

1. ↑  Dins la coalició ACNV-BAR-PRAO-R.E.P.O-UNIO (Projecte Europa)